# Dr. Jean Freire
Jean Mark Freire Silva  (Pavão, 11 de julho de 1971), mais conhecido como  Dr. Jean Freire, é um médico e político brasileiro, filiado ao Partido dos Trabalhadores (PT). É deputado estadual de Minas Gerais. 

## Política
Nas eleições de 2018, foi candidato a deputado pelo Partido dos Trabalhadores e foi eleito com 83.024 votos.

## Desempenho eleitoral
| Ano  | Eleição                   | Partido | Cargo             | Votos  | %     | Resultado | Ref   |
| ---- | ------------------------- | ------- | ----------------- | ------ | ----- | --------- | ----- |
| 2004 | Municipal de Itaobim      | PT      | Vereador          | 676    | n/d   | Eleito    | [ 2 ] |
| 2008 | Municipal de Itaobim      | PT      | Vereador          | 742    | 6,32% | Eleito    | [ 3 ] |
| 2010 | Estaduais em Minas Gerais | PT      | Deputado estadual | 24.752 | 0,27% | Suplente  | [ 4 ] |
| 2012 | Municipal de Itaobim      | PT      | Vereador          | 436    | 3,81% | Eleito    | [ 5 ] |
| 2014 | Estaduais em Minas Gerais | PT      | Deputado estadual | 52.315 | 0,51% | Eleito    | [ 6 ] |
| 2018 | Estaduais em Minas Gerais | PT      | Deputado estadual | 83.024 | 0,82% | Eleito    | [ 7 ] |
| 2022 | Estaduais em Minas Gerais | PT      | Deputado estadual | 84.489 | 0,76% | Eleito    | [ 8 ] |